# Autobiografia de Benjamin Franklin

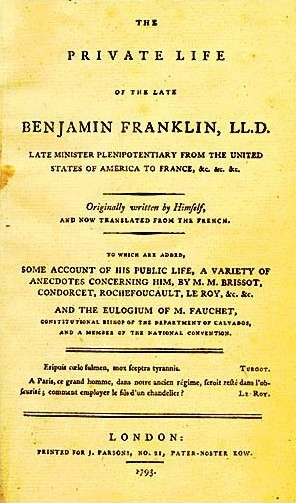
Capa da Autobiografia de Benjamin Franklin

A Autobiografia de Benjamin Franklin é o nome tradicional da obra inconclusa que reúne as memórias e aconselhamentos de Benjamin Franklin.

## História
Benjamin Franklin era um habitante das então Treze Colônias Inglesas, de origem modesta e que, ao fim da vida, tornou-se uma figura histórica mundialmente reconhecida e admirada: "Mantendo meus hábitos originais de frugalidade e tendo meu pai, entre outras instruções que me deu quando menino, repetido com frequência um provérbio de Salomão: 'Viste um homem diligente em seu dever? Ele fica diante de reis, não fica diante de homens mesquinhos', eu dali por diante considerei a diligência como meio de obter riqueza e distinção, o que me encorajou, embora não pensasse que chegaria literalmente a ficar diante de reis, o que, porém, desde então aconteceu, pois estive diante de cinco reis e tive mesmo a honra de sentar-me para jantar com um deles, o rei da Dinamarca."
Diversamente da atualmente farta e em voga literatura de auto-ajuda, cujos aconselhamentos geralmente se baseiam em fórmulas quase mágicas ou atalhos, Benjamin Franklin pregou o sacrifício, o trabalho árduo, a economia, a frugalidade e a educação continuada como causas do sucesso ou prosperidade individual e coletiva. A ideia básica de Franklin (de que, não importa quem você é, com trabalho duro e economia, você pode atingir a prosperidade e a grandeza) se identifica com o "sonho americano".
A todos aqueles envolvidos ou com pretensão de envolver-se em projetos coletivos também se recomenda a leitura desse livro. Franklin trata de diversos empreendimentos coletivos, inclusive um clube de aperfeiçoamento mútuo.
Finalmente, não bastasse a utilidade, a leitura desse livro é bastante prazerosa, um relato de uma vida no século XVIII, uma espécie de Barry Lyndon no papel, só que com um personagem de envergadura histórica—e muito mais benfazejo e afortunado do que Barry e morreu doido de pedra e anêmico
O livro é dividido em duas partes. Ao escrever a primeira parte, em 1771, Franklin está na Inglaterra e escreve sua autobiografia na forma de uma carta a seu filho Willian, que está nos EUA. Ele interrompe sua autobiografia em razão da Revolução Americana (a guerra de independência dos EUA, da qual participou). Em 1784, em Passy, um subúrbio de Paris, atendendo a súplicas de admiradores que leram a primeira parte de suas memórias, retoma o trabalho de escrevê-las, agora não mais ao filho (que, aliás, ficou do lado dos ingleses), mas ao mundo. Infelizmente, morreu antes de conclui-la.

## A repercussão e influência da autobiografia de Benjamin Franklin
Ao tomar conhecimento da primeira parte da autobiografia de Franklin, Abel James escreve à Franklin exortando-o à terminar o relato de sua vida. Argumenta que:
"A influência que escritos dessa classe têm sobre o espírito dos moços é muito grande e em parte alguma me pareceu tão evidente quanto no diário público de nosso amigo [Ben Franklin]. Quase insensivelmente levam os moços à resolução de esforçar-se para tornar-se tão bons e eminentes quanto o autor do diário. Se o teu, por exemplo, quando publicado (e penso que não pode deixar de sê-lo), levar os moços a igualarem a diligência e temperança dos primeiros anos de tua modicidade, que bênção não seria para essa classe tal trabalho. Não conheço personalidade viva, nem muitas delas postas juntas, que tivesse tanto poder quanto tu de promover, entre a mocidade americana, maior espírito de diligência e atenção precoce para os negócios, frugalidade e temperança. (…)"
Benjamin Vaugham, outro admirador, também escreve a Franklin, suplicando a ele que termine o relato de sua vida, a fim de influenciar os jovens e convidar os demais homens a se tornarem tão sábios quanto ele, pois "quem quer que dê uma sensação de prazer inocente ao homem contribui muito para o lado bom da vida, em oturos aspectios muito anuviada pela ansiedade e muito ferida pela dor." 
Assim, uma aplicação prática desse livro é a exposição a valores e ideias de Franklin, tais como:
- A ética da utilidade;
- O cuidado com a economia e finanças pessoais;
- Valorização do trabalho árduo e o sacrifício;
- Valorização da educação continuada e do auto-didatismo;
- O espírito comunitário, colaborativo e o patriotismo;
- Traquejo social;
- Crença na possibilidade de auto-aperfeiçoamento humano.[2]

Confira-se um trecho em que Franklin trata do valor da leitura e de seu primeiro projeto público:
"Mais ou menos nessa época, em uma reunião de nosso clube, realizada não em uma taberna, mas em uma saleta da casa do Sr. Grace, reservada para esse fim, foi proposto por mim que, como nossos livros eram frequentemente mencionados em nossas dissertações sobre as indagações, poderia ser conveniente para nós termos todos eles juntos onde nos reuníamos, para poderem ser consultados quando necessário. Reunindo assim nossos livros em uma biblioteca comum, cada um de nós, enquanto quiséssemos conservá-los juntos, teria a vantagem de usar os livros de todos os outros membros, o que seria quase tão benéfico como se cada um possuísse todos eles. A proposta foi apreciada e aceita. Enchemos um lado da sala com os livros de que podíamos dispor. O número não foi tão grande quanto esperávamos. E, embora tivessem sido de grande utilidade, devido a alguns inconvenientes decorrentes da falta do necessário cuidado com os volumes, a coleção foi, depois de aproximadamente um ano, separada, e cada um levou de novo seus livros para casa. (…)
"Iniciei então meu primeiro projeto de caráter público: o de uma biblioteca mantida por assinantes. Redigi as propostas, fiz com que fossem postas na devida forma pelo nosso grande escrivão, Brockden, e, com o auxílio de meus amigos do Junto, consegui cinquenta assinantes para contribuírem com dez xelins cada um, de início, e mais dez xelins, por ano, durante cinquenta anos, prazo de duração da nossa sociedade. Posteriormente obtivemos o reconhecimento da biblioteca, sendo a sociedade aumentada para cem membros. Essa foi a mãe de todas as bibliotecas mantidas por assinantes na América do Norte, hoje tão numerosas. Tornou-se em si própria uma grande coisa e cresceu continuamente. Essas bibliotecas melhoraram a conversação geral dos americanos, tornaram comerciantes e lavradores comuns tão inteligentes quanto muitos cavalheiros de outros países e talvez tenham contribuído, em certa escala, para a posição tão geralmente assumida em todas as colônias [as treze colônias inglesas] na defesa de seus privilégios. (…)
Esta biblioteca forneceu-me meios de aperfeiçoamento por estudo constante, para o qual eu reservava uma ou duas horas por dia e assim compensava, até certo ponto, a perda da educação superior que meu pai pretendera dar-me. Ler era o único divertimento a que me permitia. Não gastava tempo em tabernas, jogos ou diversões de qualquer espécie; e minha diligência no negócio continuava tão infatigável quanto necessário. Eu tinha dívidas da minha tipografia; tinha uma família jovem que crescia para ser educada; e precisava competir pelo serviço com dois tipógrafos, que estavam estabelecidos no lugar antes de mim. Minha situação, porém, tornou-se cada dia mais fácil.
O sociólogo Karl Marx apelidou essa fórmula de Franklin de "contos de fada burguês", algo para desviar a atenção da exploração do homem pelo homem. Já o economista austríaco Joseph Schumpeter, ao tratar da importância dos empreendedores para o desenvolvimento econômico, rechaça a zombaria marxista, ponderando que
"[Karl Marx] Desdenhosamente rejeita os burgueses contos de fadas (Kinderfibel), segundo os quais algumas pessoas, ao invés de outras, se tornam — e ainda se estão, diariamente, tornando — capitalistas graças à inteligência superior, energia no trabalho e capacidade de economia de que são dotadas. MARX acertou ao zombar da lenda dos bons rapazes. Porque apelar para o ridículo é excelente método para nos desfazermos de uma verdade incômoda, como todo político sabe. Quem observar, sem preconceitos, os fatos históricos e contemporâneos, não poderá deixar de admitir que o conto para crianças, embora não revele toda a verdade, contém grande parte dela. Inteligência acima da normal e energia são as causas do êxito industrial e, em particular, da criação das posições industriais, em nove casos em dez."
Sobre o poder de influências da Autobiografia, Abel James e Benjamin Vaugham, parecem ter tido razão, pois
"O poeta alemão Johann Wolfgang von Goethe organizou um "Friday Club", seguindo o modelo do "Junto" de Franklin. Franklin inspirou Simón Bolívar e José de San Martín, que ajudaram a América Latina a alcançar a independência. No Japão, o autor Fukuzawa Yukichi promoveu os princípios de Franklin e inspirou empreendedores. Gaspero Barbera, pintor florentino, publicou uma tradução italiana explicando que "aos trinta e cinco anos de idade eu era um homem desorientado....Eu lia repetidamente a autobiografia de Franklin e ficava cada vez mais entusiasmado com suas ideias e princípios a tal ponto que a estes atribuo minha regeneração moral… Agora, ao cinquenta e um anos de idade, estou saudável, entusiasmado e rico".
"Por volta de 1859, a autobiografia de Benjamin Franklin já tinha sido reimpressa quase mil vezes e, entre 1860 e 1890, acredita-se que Franklin foi o tema mais popular entre biógrafos americanos. Sua autobiografia inspirou James Harper a deixar sua fazenda em Long Island e lançar o que se tornaria uma das mais maiores editores, hoje chamada HarperCollins; Thomas Mellon foi inspirado a desistir da agricultura e se tornar banqueiro, criando uma fortuna para sua família. O livro também inspirou o magnata do aço, Andrew Carnegie. Jared Sparks, presidente da Harvard University, contou que esse livrou lhe "ensinou que as circunstâncias não possuem um poder soberano sobre a mente". Bancos de poupança por todo o país receberam o nome de Franklin. Ao todo, de acordo com o historiador americano Clinton Rossiter, a autobiografia de Franklin foi "traduzida e retraduzida para uma dúzia de línguas, impressa e reimpressa em centenas de edições, lida e relida por milhões de pessoas… A influência dessas poucas centenas de páginas não pode ser comparada a nenhum outro livro americano". 

## O projeto do auto-aperfeiçoamento
Aos 26 anos, Franklin decidiu atingir a "perfeição moral" e estabeleceu um plano para as treze virtudes que ele considerava essenciais, que eram:
1. Temperança: "Não coma demasiadamente; não beba até embriaguez."
2. Silêncio: "Não diga nada além daquilo que beneficie outros ou você mesmo; evite conversas tolas."
3. Ordem: "Mantenha todas as coisas em seus devidos lugares; faça com que cada parte de seu negócio tenha o seu próprio tempo."
4. Resolução: "Decida realizar aquilo que você quer; realize sem erro o que você resolver."
5. Sobriedade: "Não tenha despesas além daquelas que proporcionarão o bem aos outros ou a você mesmo, isto é, não desperdice nada."
6. Diligência: "Não perca tempo; esteja sempre ocupado com algo útil; elimine todas as tarefas desnecessárias."
7. Sinceridade: "Não cometa fraude; pense inocentemente e com justiça; e, se você falar, fale verdadeiramente."
8. Justiça: "Não erre, prejudicando os outros ou omitindo os benefícios que são de sua obrigação."
9. Moderação: "Evite extremismos; não fira os outros, apesar de achar que mereçam."
10. Limpeza: "Não tolere sujeira no corpo, roupa ou habitação."
11. Tranquilidade: "Não fique nervoso por ninharias ou com acidentes comuns e inevitáveis."
12. Modéstia: "Dê vital importância apenas a saúde e o bem-estar; evite a estupidez, fraqueza e as coisas que possam prejudicar você e os outros."
13. Humildade: "Imite Jesus Cristo e Sócrates."

"Como minha intenção era adquirir o hábito de todas essas virtudes, achei que seria bom não distrair minha atenção tentando tudo ao mesmo tempo, mas fixar-me em uma delas de cada vez. Quando tivesse dominado aquela, passaria para outra e assim por diante, até ter passado por todas as treze."
A obra apresenta ainda conselhos preciosos sobre o traquejo social, úteis para o funcionamento de grupos e para vida de modo geral. Confira-se:
"(…) conservando apenas o hábito de expressar-me em termos de modesta hesitação, nunca empregando, quando adiantava algo que pudesse ser contestado, as palavras certamente, indubitavelmente ou outras que dessem aparência categórica a uma opinião. Em lugar disso, dizia: concebo ou entendo que uma coisa é assim ou assim; parece-me ou eu pensaria que é assim ou assim, por esta ou aquela razão; ou imagino que seja assim; ou é assim, se não me engano. Creio que esse hábito foi muito vantajoso para mim quando tive ocasião de incutir minhas opiniões e convencer homens em favor de medidas que de tempos a tempos me empenhei em promover. Como os fins principais da conversação são informar ou ser informado, agradar ou persuadir, gostaria que homens bem intencionados e sensatos não diminuíssem sua capacidade de fazer o bem com uma maneira positiva e arrogante, que raramente deixa de desgostar, tende a criar oposição e anula em qualquer pessoa os propósitos para os quais nos foi dada a fala, isto é, fornecer ou receber informação ou prazer. Isso porque, se você deseja informar, a maneira positiva e dogmática na apresentação de seus sentimentos pode provocar contradição e impedir atenção sincera. Se você deseja informar-se e aperfeiçoar-se através do conhecimento de outros, mas ao mesmo tempo se manifesta firmemente fixado em suas atuais opiniões, homens modestos e sensatos, que não gostam de discussão, provavelmente o deixarão sossegado na posse de seu erro. E, com tais maneiras, você raramente poderá ter esperança de agradar seus ouvintes ou convencer aqueles cuja colaboração deseja." 
Franklin fala-nos ainda da ideia de criação de clube de amigos para o aperfeiçoamento mútuo e a educação, que inspirou muitos clubes semelhantes nos Estados Unidos e no mundo:
"Eu deveria ter mencionado antes que, no outono do ano anterior, havia reunido muitos de meus mais talentosos conhecidos em um clube de aperfeiçoamento mútuo, que se chamava Junto. Nós nos reuníamos nas sextas-feiras à noite. Os regulamentos que elaborei exigiam que cada membro, por sua vez, apresentasse uma ou mais indagações sobre qualquer questão de Moral, Política ou Filosofia Natural, para ser discutida pelo grupo; e que, de três em três meses, apresentasse e lesse um ensaio de sua própria autoria, sobre qualquer assunto que desejasse. Nossos debates deveriam ficar sob a direção de um presidente e ser orientados dentro do sincero espírito de indagação da verdade, sem predileção por disputa nem desejo de vitória. Para evitar excessiva veemência, toda expressão de opiniões categóricas e toda contradição direta foram depois de algum tempo consideradas infrações e proibidas sob pena de pequenas multas."FRANKLIN, Benjamin. 
A autobiografia foi recentemente publicada no Brasil em uma versão de bolso pela Editora Martin Claret.